# Ерісіхтон (Фессалія)
Ерісіхтон — фессалієць, син Мірмідона (або Тріопа).
Будучи дуже зухвалим, вирубав священний гай Деметри, хоч богиня, з'явившись в образі жриці, застерігала його від цього вчинку. Деметра покарала Ерісіхтона невгамовним відчуттям голоду. Він поїв усі продукти вдома, всю свійську худобу, навіть кішок і почав жебрати. За Овідієм, Ерісіхтон щотижня продавав свою дочку Местру (яка була наділена даром перевтілення і щоразу поверталася додому) і всі одержані гроші витрачав на їжу. Зрештою почав їсти власне тіло;